# Chantal Curtis
Chantal Curtis là một ca sĩ đã có một bản hit sàn nhảy vào năm 1979 với "Get Another Love". Cô đã có một số bản ghi âm được phát hành trước đó dưới một tên khác. Cô qua đời ở Israel năm 1985 vì bị trúng đạn dành cho bạn trai. Trong sự nghiệp ngắn ngủi của mình, cô đã làm việc với Pierre Jaubert (fr) và Vladimir Cosma.

## Lý lịch
Cô sinh ra ở Tunisia. Tên thật của cô là Chantal Sitruk.

## Sự nghiệp
Khi đi bộ trên đường phố Paris vào những năm 1970 và nói chuyện với một người phụ nữ khác, cô đã được nhà sản xuất Pierre Jaubert tình cờ nghe thấy. Nghe giọng cô, anh hỏi cô có biết hát không. Muốn làm việc, anh chấp nhận một lời đề nghị từ anh.
Trong phiên bản Cashbox ngày 2 tháng 6 năm 1979, hai trong số các bài hát của cô đã được các lập trình viên chọn trong hạng mục "Không thể bỏ lỡ". "Hey Taxi Driver" là một lựa chọn của Leon Wagner từ Madison và "Get Another Love" đã được Chuck Parsons của Baltimore chọn. "Get Another Love" đã được phát hành trên Keylock Records và bản phát hành đó đã được Glen Blacks trộn lại. Vào tháng 7 năm 1979, "Get Another Love" đã dành 3 tuần trong bảng xếp hạng của Anh, đạt mức cao nhất là không. 51. Nó cũng là một hit sàn nhảy và tháng đó trên bảng xếp hạng vũ trường Dallas / Houston. Đó là không. 11, chỉ đứng sau không. 10 đó là " Cuba " của The Gibson Brothers. Ngoài ra, số ra ngày 14 tháng 7 của Record World đã báo cáo rằng nó nằm trong cuộc diễu hành Hit Discothèque tại The Ritz ở Houston. Bài hát sau đó được thu âm nhiều năm sau bởi Karla Brown.
Album của cô được sản xuất bởi Pierre Jaubert. Ông cũng đã sử dụng ban nhạc Rock Afro làm nhạc sĩ ủng hộ.

### Phiên làm việc
Curtis cũng đã làm công việc phiên, ủng hộ các nghệ sĩ khác trong bản thu âm của họ. Cùng với Carol Rowley, Maryse Cremieux và The Zulu Gang, cô đã cung cấp giọng hát phụ cho Pasteur Lappe trong album của mình, Na Real Sekele fo Ya, được phát hành trên Disques Esperance năm 1979. Cũng trong năm đó, cô đã cung cấp giọng hát ủng hộ cho một album của Kassav ', Love And Ka Dance. Cô đã đóng góp giọng hát ủng hộ cho album In Need Of... của Beckie Bell, được phát hành trên nhãn Trema vào năm 1980. Với Carole Rowley, cô cũng đã cung cấp giọng hát cho Ban nhạc FM trong album tự tựa của họ cũng được phát hành vào năm 1980 trên nhãn FM Productions.

## Qua đời
Curtis chết ở Israel năm 1985. Cô trở thành nạn nhân của một vụ ám sát đối với bạn trai của mình [nhưng không phải Philippe Briche], và bị trúng viên đạn dành cho anh ta.

## Đĩa hát đơn
| Chức vụ                                         | Thông tin phát hành      | Năm  | Quốc gia    | Ghi chú |
| ----------------------------------------------- | ------------------------ | ---- | ----------- | ------- |
| "Nhận một tình yêu khác" / "Hey Driver Driver"  | Trema 6198 291           | 1979 | nước Hà Lan |         |
| "Nhận một tình yêu khác" / "Hey Driver Driver"  | Chìa khóa K-7200         | 1979 | Hoa Kỳ      |         |
| "Nhận một tình yêu khác" / "Tôi là Burnin '"    | Pye quốc tế 7P 5003      | 1979 | Anh         |         |
| "Hit Man" / "Tôi phải biết"                     | Tạm biệt quốc tế 7P 5010 | 1979 | Anh         | [ 14 ]  |
| "Hội chợ và quảng trường" / "Người đàn ông đến" | Trema 410 135            | 1980 | Pháp        | [ 15 ]  |

| Chức vụ               | Thông tin phát hành | Năm  | Quốc gia | Ghi chú |
| --------------------- | ------------------- | ---- | -------- | ------- |
| Lấy một tình yêu khác | Khóa móc K3300      | 1979 | Hoa Kỳ   | [ 16 ]  |

## Xuất hiện
| Chức vụ                                                                                | Nghệ sĩ        | Bài hát                  | Thông tin phát hành | Năm  | Ghi chú |
| -------------------------------------------------------------------------------------- | -------------- | ------------------------ | ------------------- | ---- | --- |
| Albert est méchant </br> (Bande originale du film de Hervé Palud)                      | Khác nhau      | "Sống cùng nhau"         |                     | 2014 | Với Vladimir Cosma                                                                                               |
| Les incontretables, vol. 2 </br> (Bandes bản gốc de phim composées par vladimir cosma) | Vladimir Cosma | "Kéo dài mãi mãi"        |                     | 2015 | (Từ "La Boum") </br> Được ghi có vào Vladimir Cosma, Richard Sanderson </br> & Chantal Curtis                    |
| Tổng hợp                                                                               | Tổng hợp       | "Cảm giác", "Nó quá mới" | Dám-Dám - DD030LP   | 2002 | Phát hành lại Arc ZAL 2005 </br> LP được phát hành lần đầu tiên vào năm 1976 </br> Được ghi là Chantal Alexandre |